# Taintrux
Taintrux is een gemeente in het Franse departement Vosges in de regio Grand Est. De plaats maakt deel uit van het  arrondissement Saint-Dié-des-Vosges en sinds 22 maart 2015 van het kanton Saint-Dié-des-Vosges-1. Daarvoor viel de gemeente onder het op die dag opgeheven kanton Saint-Dié-des-Vosges-Ouest.

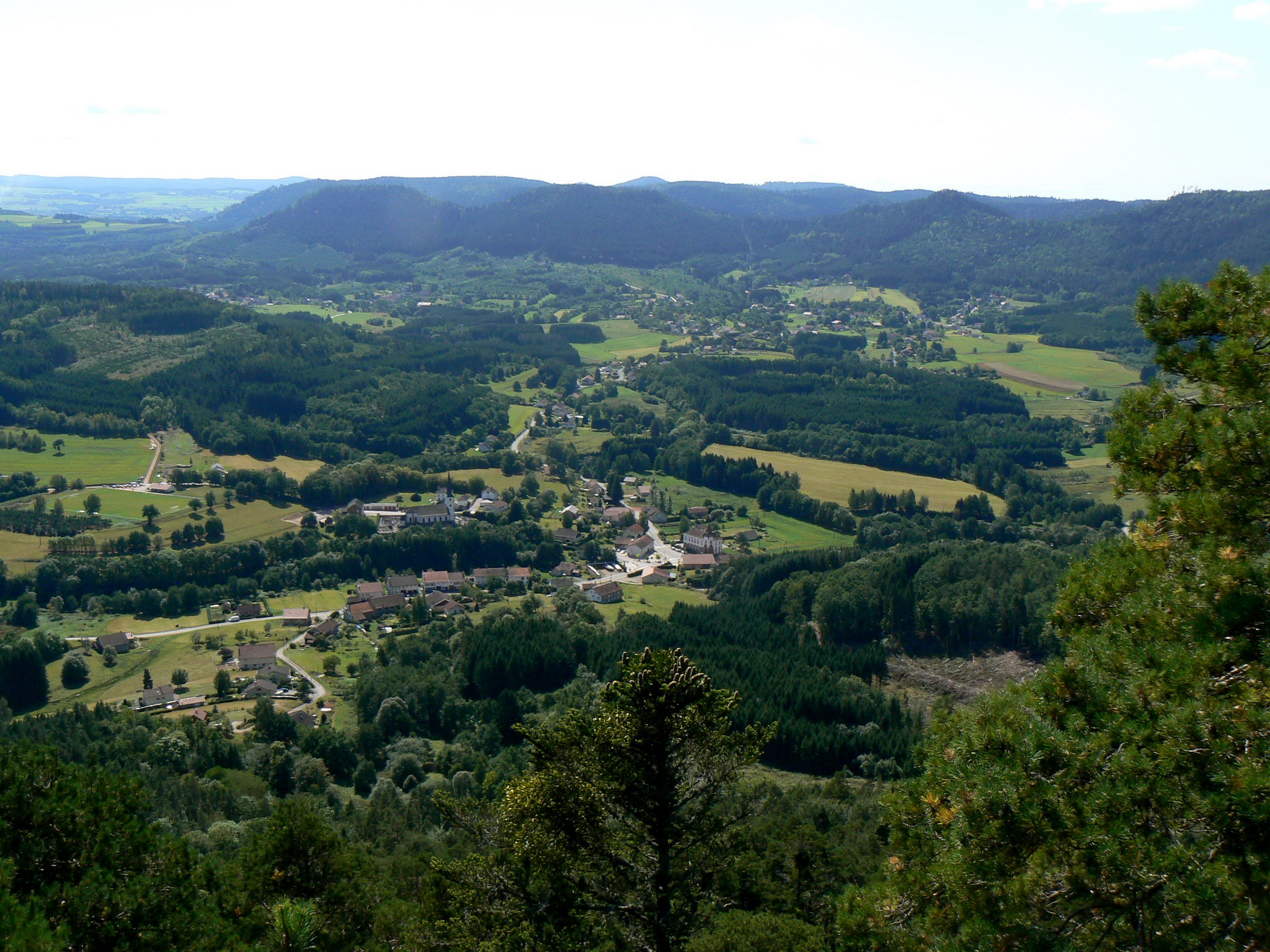
Panorama van Taintrux

## Geografie
Taintrux is wat oppervlakte betreft een van de grootste gemeenten van het departement met een oppervlakte van 31,5 km². De plaats wordt bevloeid door de Taintroué, een kleine zijrivier van de Meurthe. Het laagstgelegen punt ligt in het noorden van het grondgebied op een hoogte van 344 m, het hoogte punt is nabij de Roche d'Anozel op 760 m..
De gemeente bestaat uit verscheidene kleine, verspreide gehuchten, typisch voor het berggebied van de Vogezen. Vele van die gehuchten zijn verdwenen, maar naast Taintrux zelf maken momenteel ook Rougiville, Chevry, Le Paire, Le Petit Paris, Les Basses Fosses en Xainfeing deel uit van de gemeente.
Taintrux bevindt zich op 8 km van Saint-Dié-des-Vosges, op 5 km van Saulcy-sur-Meurthe (via de Col d'Anozel, 450 m) en op 11 km van Corcieux (via de Col de Vanémont, 519 m).
De onderstaande kaart toont de ligging van Taintrux met de belangrijkste infrastructuur en aangrenzende gemeenten.

## Demografie
Onderstaande figuur toont het verloop van het inwonertal (bron: INSEE-tellingen).